# FX Communications
FX Communications a fost o companie furnizoare de televiziune prin cablu din România.
Compania deținea și furnizorul de internet FX Internet.
Până în vara anului 2003, compania s-a numit RomSat.
În martie 2004, companiile FX Communications și FX Internet au fost cumpărate de la proprietarul de atunci Metromedia International Group (MIG) de companiile RCS & RDS și Astral Telecom.
Tranzacția a inclus rambursarea unor datorii de 9,9 milioane de dolari, la care s-a adăugat o sumă de 6,6 milioane de dolari reprezentând pachetele de acțiuni deținute de MIG.
La momentul respectiv, FX Communications avea 107.000 de abonați, ceea ce reprezenta o cotă de patru procente pe piața de profil din România și una de 20% în București.
FX Internet, integrat în totalitate companiei FX Communications, oferea servicii de conectare în bandă largă, precum și servicii dial-up unui număr de peste 13.000 de utilizatori.